# Sewram Gobin
Sewram Gobin (sinh ngày 19 tháng 1 năm 1983) là một cầu thủ bóng đá người Mauritius hiện tại thi đấu cho AS Rivière du Rempart ở Mauritian League.

## Sự nghiệp

### Sự nghiệp chuyên nghiệp
Gobin bắt đầu sự nghiệp chuyên nghiệp năm 2003 cùng với US Bassin Beau/Rose Hill của Mauritian League. Năm 2005, anh chuyển đến Savanne SC, cũng ở Mauritian league. Năm 2007, sau khi thử việc với Mohun Bagan AC của I-League, anh ký hợp đồng với gã khổng lồ Ấn Độ, trở thành cầu thủ trong đội moojtj của Indian Origin (PIO). Gobin bày tỏ sự quan tâm đến màn trình diễn của anh ở Ấn Độ. Đầu năm 2009, anh ký hợp đồng với Pune FC, khi đang chơi ở I-League 2nd Division. Sau đó anh bị giả phóng trong năm đó. Vào tháng 1 năm 2011, sau khi thử việc không thành công, anh trở về Mauritius với câu lạc bộ cũ Savanne SC, Gobin ký hợp đồng với AS Rivière du Rempart.

### Sự nghiệp quốc tế
Gobin có 2 lần ra sân cho đội tuyển quốc gia năm 2006. Năm 2009, anh thi đấu cho Mauritius trong trận giao hữu với Ai Cập.

## Cá nhân
Bố của Gobin, Ganesh là một cựu cầu thủ bóng đá. Anh có 3 anh em trai, Jayram, Kabiraj và Sailesh, đều chơi bóng ở Mauritius.